# Europees kampioenschap voetbal mannen onder 19 - 2008
Het Europees kampioenschap voetbal mannen onder 19 van 2008 (kortweg: EK voetbal -19) was de 24ste editie van het Europees kampioenschap voetbal mannen onder 19 en is bedoeld voor spelers die op of na 1 januari 1989 geboren waren. Ondanks de leeftijdgrens van 19 jaar mochten ook spelers van 20 jaar meespelen omdat de leeftijdsgrens alleen bij het begin van de kwalificatie voor het EK geldt. Het toernooi werd gespeeld in Tsjechië van 14 juli 2008 tot en met 26 juli 2008.
In Tsjechië werd er niet alleen om het Europees kampioenschap gespeeld; de acht teams konden zich ook kwalificeren voor het wereldkampioenschap voetbal onder 20 van 2009 in Egypte. De beste drie teams uit de twee groepen kwalificeerden zich voor dit toernooi. Duitsland, Hongarije, Spanje, Italië, Tsjechië en Engeland kwalificeerden zich voor dat toernooi.

## Kwalificatie
| # | Land        | Gekwalificeerd als          | Beste prestatie                     |
| - | ----------- | --------------------------- | ----------------------------------- |
| 1 | Tsjechië    | Gastland                    | Halve finale (2003 en 2006)         |
| 2 | Engeland    | Eliteronde: Winnaar groep 1 | Tweede (2005)                       |
| 3 | Hongarije   | Eliteronde: Winnaar groep 2 | Debuut                              |
| 4 | Bulgarije   | Eliteronde: Winnaar groep 3 | Debuut                              |
| 5 | Duitsland   | Eliteronde: Winnaar groep 4 | Tweede (2002)                       |
| 6 | Griekenland | Eliteronde: Winnaar groep 5 | Tweede (2007)                       |
| 7 | Italië      | Eliteronde: Winnaar groep 6 | Kampioen (2003)                     |
| 8 | Spanje      | Eliteronde: Winnaar groep 7 | Kampioen (2002, 2004, 2006 en 2007) |

## Stadions
| Praag                                | Pilsen                                 | · Praag Pilsen Příbram Jablonec nad Nisou Mladá Boleslav Liberec |  |  |
| FK Viktoriastadion Capaciteit: 5.600 | Stadion města Plzně Capaciteit: 11.700 | · Praag Pilsen Příbram Jablonec nad Nisou Mladá Boleslav Liberec |  |  |
| Příbram                              | Jablonec nad Nisou                     | · Praag Pilsen Příbram Jablonec nad Nisou Mladá Boleslav Liberec |  |  |
| Na Litavce Capaciteit: 9.100         | Stadion Střelnice Capaciteit: 6.108    | · Praag Pilsen Příbram Jablonec nad Nisou Mladá Boleslav Liberec |  |  |
| Mladá Boleslav                       | Liberec                                | · Praag Pilsen Příbram Jablonec nad Nisou Mladá Boleslav Liberec |  |  |
| Městský stadion Capaciteit: 5.000    | Stadion u Nisy Capaciteit: 9.900       | · Praag Pilsen Příbram Jablonec nad Nisou Mladá Boleslav Liberec |  |  |

## Groepsfase

### Groep A
| Pos. | Team      | AW | W | G | V | DV | DT | +/- | Pnt |
| ---- | --------- | -- | - | - | - | -- | -- | --- | --- |
| 1    | Duitsland | 3  | 3 | 0 | 0 | 7  | 2  | +5  | 9   |
| 2    | Hongarije | 3  | 2 | 0 | 1 | 3  | 2  | +1  | 6   |
| 3    | Spanje    | 3  | 1 | 0 | 2 | 5  | 3  | +2  | 3   |
| 4    | Bulgarije | 3  | 0 | 0 | 3 | 0  | 8  | –8  | 0   |

|                          |           |            |           |                                                                  |
| 14 juli 2008 17:30 (CET) | Bulgarije | 0–1        | Hongarije | FK Viktoriastadion, Praag Scheidsrechter: Albert Toussaint (LUX) |
| 14 juli 2008 17:30 (CET) |           | 10' Németh |           | FK Viktoriastadion, Praag Scheidsrechter: Albert Toussaint (LUX) |

|                          |                           |     |          |                                                                  |
| 14 juli 2008 19:30 (CET) | Duitsland                 | 2–1 | Spanje   | Stadion města Plzně, Pilsen Scheidsrechter: William Collum (SCO) |
| 14 juli 2008 19:30 (CET) | Sukuta-Pasu 7' Toprak 56' |     | 66' Alba | Stadion města Plzně, Pilsen Scheidsrechter: William Collum (SCO) |

|                          |        |          |           |                                                              |
| 17 juli 2008 18:00 (CET) | Spanje | 0–1      | Hongarije | Na Litavce, Příbram Scheidsrechter: Aleksandar Stavrev (MKD) |
| 17 juli 2008 18:00 (CET) |        | 71' Nagy |           | Na Litavce, Příbram Scheidsrechter: Aleksandar Stavrev (MKD) |

|                          |                                         |     |           |                                                                     |
| 17 juli 2008 20:30 (CET) | Duitsland                               | 3–0 | Bulgarije | Stadion města Plzně, Pilsen Scheidsrechter: Svein Oddvar Moen (NOR) |
| 17 juli 2008 20:30 (CET) | Diekmeier 16' Nsereko 43' L. Bender 56' |     |           | Stadion města Plzně, Pilsen Scheidsrechter: Svein Oddvar Moen (NOR) |

|                          |           |     |                        |                                                           |
| 20 juli 2008 20:00 (CET) | Hongarije | 1–2 | Duitsland              | Na Litavce, Příbram Scheidsrechter: Dejan Filipović (SRB) |
| 20 juli 2008 20:00 (CET) | Simon 74' |     | 36' Reinartz 76' Risse | Na Litavce, Příbram Scheidsrechter: Dejan Filipović (SRB) |

|                          |                                    |     |           |                                                               |
| 20 juli 2008 20:00 (CET) | Spanje                             | 4–0 | Bulgarije | FK Viktoriastadion, Praag Scheidsrechter: Olivier Thual (FRA) |
| 20 juli 2008 20:00 (CET) | Aarón 14' Nsue 17', 52' Mérida 64' |     |           | FK Viktoriastadion, Praag Scheidsrechter: Olivier Thual (FRA) |

### Groep B
| Pos. | Team        | AW | W | G | V | DV | DT | +/- | Pnt |
| ---- | ----------- | -- | - | - | - | -- | -- | --- | --- |
| 1    | Italië      | 3  | 1 | 2 | 0 | 5  | 4  | +1  | 5   |
| 2    | Tsjechië    | 3  | 1 | 1 | 1 | 5  | 4  | +1  | 4   |
| 3    | Engeland    | 3  | 1 | 1 | 1 | 3  | 2  | +1  | 4   |
| 4    | Griekenland | 3  | 0 | 2 | 1 | 1  | 4  | –3  | 2   |

|                          |                |     |          |                                                                                |
| 14 juli 2008 17:30 (CET) | Tsjechië       | 2–0 | Engeland | Stadion Střelnice, Jablonec nad Nisou Scheidsrechter: Aleksandar Stavrev (MKD) |
| 14 juli 2008 17:30 (CET) | Necid 54', 58' |     |          | Stadion Střelnice, Jablonec nad Nisou Scheidsrechter: Aleksandar Stavrev (MKD) |

|                          |             |     |                     |                                                                       |
| 14 juli 2008 19:30 (CET) | Griekenland | 1–1 | Italië              | Městský stadion, Mladá Boleslav Scheidsrechter: Dejan Filipović (SRB) |
| 14 juli 2008 19:30 (CET) | Pavlis 23'  |     | 90' (pen.) Paloschi | Městský stadion, Mladá Boleslav Scheidsrechter: Dejan Filipović (SRB) |

|                          |          |     |             |                                                                                    |
| 17 juli 2008 18:00 (CET) | Tsjechië | 0–0 | Griekenland | Stadion u Nisy, Liberec Toeschouwers: 6.623 Scheidsrechter: Albert Toussaint (LUX) |
| 17 juli 2008 18:00 (CET) |          |     |             | Stadion u Nisy, Liberec Toeschouwers: 6.623 Scheidsrechter: Albert Toussaint (LUX) |

|                          |          |     |        |                                                                           |
| 17 juli 2008 20:00 (CET) | Engeland | 0–0 | Italië | Stadion Střelnice, Jablonec nad Nisou Scheidsrechter: Olivier Thual (FRA) |
| 17 juli 2008 20:00 (CET) |          |     |        | Stadion Střelnice, Jablonec nad Nisou Scheidsrechter: Olivier Thual (FRA) |

|                          |                                                   |     |                            |                                                                                          |
| 20 juli 2008 18:00 (CET) | Italië                                            | 4–3 | Tsjechië                   | Městský stadion, Mladá Boleslav Toeschouwers: 5.000 Scheidsrechter: William Collum (SCO) |
| 20 juli 2008 18:00 (CET) | Poli 22', 79' Bonaventura 56' Paloschi 72' (pen.) |     | 23' Necid 58', 86' Morávek | Městský stadion, Mladá Boleslav Toeschouwers: 5.000 Scheidsrechter: William Collum (SCO) |

|                          |                                        |     |             |                                                                 |
| 20 juli 2008 18:00 (CET) | Engeland                               | 3–0 | Griekenland | Stadion u Nisy, Liberec Scheidsrechter: Svein Oddvar Moen (NOR) |
| 20 juli 2008 18:00 (CET) | Mee 48' Sears 68' (pen.) Sturridge 85' |     |             | Stadion u Nisy, Liberec Scheidsrechter: Svein Oddvar Moen (NOR) |

## Knock-outfase
|  | halve finale             | halve finale     |  |        | finale                       | finale                       |
|  |                          |                  |  |        |                              |                              |
|  | 23 juli – Mladá Boleslav |                  |  |        |                              |                              |
|  | Duitsland                | 2                |  |        |                              |                              |
|  | Tsjechië                 | 1                |  |        | 26 juli – Jablonec nad Nisou | 26 juli – Jablonec nad Nisou |
|  |                          |                  |  |        | Duitsland                    | 3                            |
|  | 23 juli – Pilsen         | 23 juli – Pilsen |  | Italië | 1                            |                              |
|  | Hongarije                | 0                |  |        |                              |                              |
|  | Italië                   | 1                |  |        |                              |                              |

### Halve finale
|                          |                |     |           |                                                                     |
| 23 juli 2008 17:30 (CET) | Italië         | 1–0 | Hongarije | Stadion města Plzně, Pilsen Scheidsrechter: Svein Oddvar Moen (NOR) |
| 23 juli 2008 17:30 (CET) | Forestieri 65' |     |           | Stadion města Plzně, Pilsen Scheidsrechter: Svein Oddvar Moen (NOR) |

|                          |                            |            |           |                                                                                         |
| 23 juli 2008 20:15 (CET) | Duitsland                  | 2–1 (n.v.) | Tsjechië  | Městský stadion, Mladá Boleslav Toeschouwers: 5.000 Scheidsrechter: Olivier Thual (FRA) |
| 23 juli 2008 20:15 (CET) | Risse 17' Sukuta-Pasu 119' |            | 24' Necid | Městský stadion, Mladá Boleslav Toeschouwers: 5.000 Scheidsrechter: Olivier Thual (FRA) |

### Finale
|                          |                                           |     |               |                                                                                                |
| 26 juli 2008 19:00 (CET) | Duitsland                                 | 3–1 | Italië        | Stadion Střelnice, Jablonec nad Nisou Toeschouwers: 4.100 Scheidsrechter: William Collum (SCO) |
| 26 juli 2008 19:00 (CET) | L. Bender 24' Sukuta-Pasu 61' Gebhart 80' |     | 78' Garibaldi | Stadion Střelnice, Jablonec nad Nisou Toeschouwers: 4.100 Scheidsrechter: William Collum (SCO) |